# L'Antiquaire (film, 2015)
Pour les articles homonymes, voir L'Antiquaire.
Pour plus de détails, voir Fiche technique et Distribution.
L'Antiquaire est un film français réalisé par François Margolin, sorti en 2015.

## Synopsis
La jeune journaliste française Esther Stegmann découvre par hasard l'existence d'un tableau du peintre Jacques-Laurent Agasse (1767-1849) ayant appartenu à sa famille avant la guerre. Elle se lance dans une enquête pour comprendre les dessous d'une affaire de famille longtemps dissimulée.
Le film illustre les spoliations des biens des Juifs, œuvres d'art ou immeubles, pendant la Seconde Guerre mondiale.
Il s'inspire d'un fait réel : la recherche par Sophie Seligmann des biens de son grand-père Jean-Albert Seligmann, né en 1903, fusillé au Mont-Valérien le 15 décembre 1941.

## Lieu de tournage
- Paris, le musée Nissim-de-Camondo, scène ou Raoul vient voir Claude chez lui et où il s'invectivent dans un escalier[2].

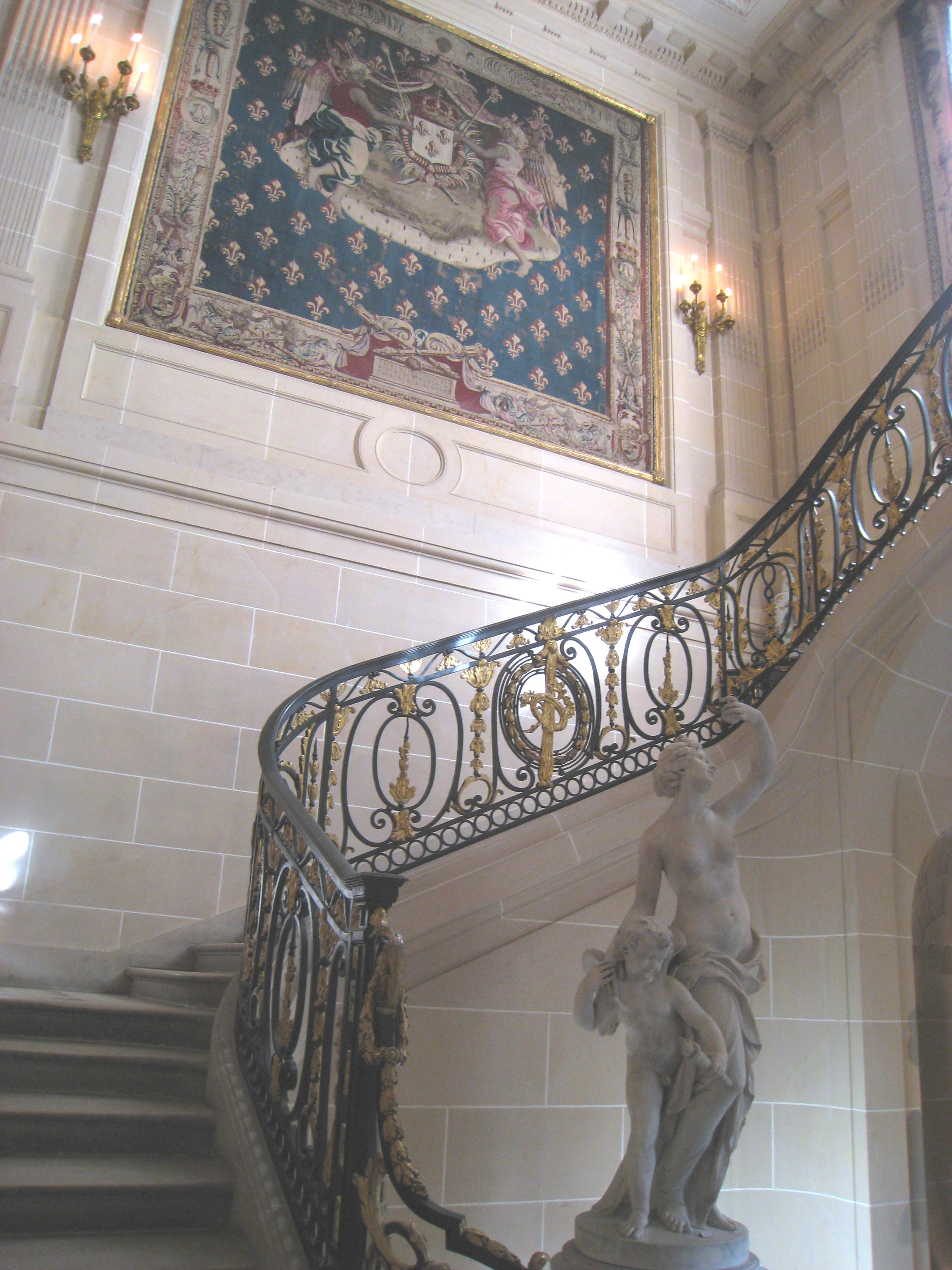
Escalier d'honneur du musée Nissim de Camondo.

## Fiche technique
- Titre : L'Antiquaire
- Réalisation : François Margolin
- Scénario : François Margolin, Vincent Mariette et Jean-Claude Grumberg
- Photographie : Caroline Champetier, Olivier Guerbois
- Montage :
- Musique :
- Producteur : François Margolin (Margo Cinéma)
- Pays d'origine :  France
- Format : 35 mm - couleur
- Année de production : 2014
- Genre : drame
- Durée : 96 minutes
- Date de sortie :	
  - France : 18 mars 2015

## Distribution
- Anna Sigalevitch : Esther Stegman
- Michel Bouquet : Raoul
- Robert Hirsch : Claude Weinstein
- François Berléand : Simon
- Louis-Do de Lencquesaing : Melchior
- Adam Sigalevitch : Gaspard
- Alice de Lencquesaing : Jeanne
- Niels Schneider : Klaus
- Benjamin Siksou : Jean, l'antiquaire
- Fabienne Babe : Fabienne
- Christophe Bourseiller : Hurtado
- Olga Grumberg : La rédactrice en chef
- Lolita Chammah : Sophie, la collègue d'Esther
- Caterina Barone : La bibliothécaire
- Florence Mestais : La bibliothécaire remplaçante
- Roland Rappaport : Le notaire
- Hervé Icovic : Goldmann
- Clément Weill-Raynal : le rabbin
- Victor Haïm : l'ami de Weinstein